# Promachus nigribarbatus
Promachus nigribarbatus là một loài ruồi trong họ Asilidae. Promachus nigribarbatus được Becker miêu tả năm 1925.